# Retrográdní pohyb

Když Země (modrá) míjí vnější planetu jako Mars (červená), pohyb vnější planety po nebi se dočasně jeví jako retrográdní.

Ilustrační schéma ukazující retrográdní oběh satelitu

Retrográdní pohyb je zpětný úhlový pohyb oproti dopřednému, tedy prográdnímu pohybu.
Retrográdní dráha je dráha tělesa s retrográdním pohybem, tedy v astronomii taková oběžná dráha přirozeného nebo umělého kosmického tělesa kolem planety, že průmět pohybujícího se tělesa do základní roviny planetocentrické souřadné soustavy (roviny rovníku planety) vykonává pohyb proti směru otáčení planety. Pohybuje-li se těleso po oběžné dráze kolem Slunce, pak za retrográdní dráhu se považuje taková dráha, kdy průmět tělesa do roviny ekliptiky se pohybuje v opačném směru, než se pohybují planety sluneční soustavy.
Retrográdní pohyb tělesa je uvažován jako pohyb, jehož sklon dráhy i k základní rovině převýšil 90°, přičemž i < 180°. Výjimečné postavení mají oběžné dráhy kolmé na základní rovinu souřadné soustavy (i = 90°), které se nazývají polární dráhy.
Všech osm planet sluneční soustavy má prográdní dráhu. Z velkých přirozených měsíců má retrográdní dráhu pouze Triton, největší oběžnice Neptunu. U měsíců velikosti asteroidu je retrográdní dráha poměrně běžná.
Zdánlivý retrográdní pohyb nebeského tělesa je takový pohyb tělesa po nebeské sféře, kdy se pozorovateli jeví, že se těleso po dopředném pohybu dostane do zastávky a poté do zpětného pohybu, přestože fyzikální podstata pohybu je dopředná. Jev vzniká u vnějších planet tím, že úhlová rychlost oběhu Země kolem Slunce a pozorovatele svázaného se zemí je vyšší, než úhlová rychlost oběhu vnější planety.
Retrográdní rotace je v astronomii rotace proti směru oběhu planet, neboli rotace se sklonem osy 90° < i < 180°. Mezi planetami mají retrográdní rotaci Venuše a Uran.